# Кубанський каскад ГЕС
Комплекс ГЕС та ГАЕС на річці Кубань, складається трьох груп ГЕС: Куршавської, Барсучковської і Сенгиліївської. У Каскаді Кубанських ГЕС вісім гідроелектростанцій, одна гідроакумулювальна станція – всі дериваційного типу, розташовані в річищах Великого Ставропольського і Невинномиського каналів і які є їх складовою частиною. ГАЕС, ГЕС-1, ГЕС-2, ГЕС-3 і ГЕС-4 розташовані на Великому Ставропольському каналі, водозабірний вузол каналу розташовано біля міста Усть-Джегута. Свистухинська, Сенгиліївська, Єгорлицька і Новотроїцька ГЕС працюють на воді Невинномиського каналу, водозабірний вузол якого у міста Невинномиськ. Гідроспоруди розташовані на території двох суб'єктів Російської Федерації — Карачаєво-Черкеської Республіки і Ставропольського краю.

## Загальні відомості
Всі ГЕС каскаду спроектовані інститутом «Мособлгідропроект». ГЕС є філією Каскад Кубанських ГЕС ВАТ «РусГідро». Сумарна потужність понад 620 МВт з перспективами збільшення на 220 МВт.

## Куршавські ГЕС
Куршавські гідроелектростанції — група ГЕС та ГАЕС на Великому Ставропольському каналі, в Карачаєво-Черкесії. Складається з Кубанської ГАЕС (потужність - 19 МВт), Кубанської ГЕС-1 (потужність - 37 МВт), Кубанської ГЕС-2 (потужність - 184 МВт).

## Барсучковські ГЕС
Барсучковські гідроелектростанції — група ГЕС на Великому Ставропольському і Невинномиському каналі, в Ставропольському краї. Складається з Кубанської ГЕС-3 (потужністю - 87 МВт), Кубанської ГЕС-4 (потужністю - 78 МВт) і Свистухинської ГЕС (потужністю - 11 МВт).

## Сенгілеївські ГЕС
Сенгілеївські гідроелектростанції — група ГЕС на Невинномиському каналі і річці Єгорлик, в Ставропольському краї. Складається з Сенгілеївської ГЕС (потужність — 15 МВт), Єгорлицької ГЕС (потужність — 30 МВт), Єгорлицької ГЕС-2 (потужність — 14 МВт) і Новотроїцької ГЕС (потужність — 3,7 МВт).

## Перспективи
Крім вищезгаданих ГЕС, є проект будівництва Адигейської ГЕС.